# Wolność negatywna
Wolność negatywna - tzw. wolność od... (przymusu ze strony władz, obciążeń podatkowych, ingerencji władz w życie prywatne) na której bazuje konserwatywny liberalizm (główni ideolodzy: Alexis de Tocqueville, Herbert Spencer). Jedna z odmian wolności, jakie wydzielił Isaiah Berlin w swoim eseju pt. Dwie koncepcje wolności (1958).
Jej przeciwieństwem miała być tzw. wolność pozytywna - tzw. wolność do... (zgromadzeń, wpływu na władze, wyborów, reprezentacji) tożsama z demokracją i demoliberalizmem (główny ideolog John Stuart Mill).